# Koralji
Koralji (lat. Anthozoa) razred su u koljenu žarnjaka. Riječ "anthozoa" znači "cvjetajuća životinja". Koralji svojim često živim bojama, pokretnim lovkama i mesnatim tijelom doista podsjećaju na biljke što je vjerojatno bilo i podloga za ovo ime.
S oko 6000 poznatih vrsta koralji su najveći razred u koljenu žarnjaka. Razvrstava ih se u 9 redova i 150 porodica. Morfološki oblik meduza u ovom razredu je reduciran, što znači da se koralji pojavljuju samo u obliku polipa. To su jednostavne cjevaste životinjice s cjevčicom koja je na jednom kraju zatvorena, a otvorena na drugom. Otvoreni kraj okružen je jednim ili više redova lovki koje sadrže žarne stanice. Koriste ih za prehranu ili obranu od grabežljivaca, puževa, mnogočetinaša, morskih pauka i zvjezdača.
Kao svi žarnjaci, i koralji su mesojedi, iako neke vrste dopunjuju hranu tvarima koje "proizvode" mikroskopske alge (dinoflagelati) koje žive u njihovu tijelu u simbiotskom odnosu s njima.

## Stanište
Koralji su životinje vezane isključivo uz vodu i rasprostranjeni su u svim svjetskim morima gdje ih se može naći sve do dubine od 6.000 metara. Vrste koje žive pojedinačno (solitarne) vezane su za čvrstu podlogu ili duboko ukopane u mulj ili pijesak. Koralji koji tvore kolonije prekrivaju podlogu ili tvore kosture najrazličitijih oblika. Vrste koje žive kolonijalno grade grebene (grebenotvorci) i imaju vapnenast, rožnat ili gumasto građen unutrašnji ili vanjski kostur. Za sve vrste koje su grebenotvorci tipično je da žive u plitkoj (do 40 metara), bistroj vodi jer žive u simbiotskom odnosu s algama kojima je za život neophodno dovoljno svjetla.  Koraljni grebeni su najveće strukture u živom svijetu.

## Sistematizacija
Koralji se dijele na podrazrede šesterolovkaša i osmerolovkaše, što je određeno brojem lovki odnosno pregrada u tijelu polipa, odnosno njihovom šestero- ili osmerozračnom simetrijom.
Podrazred šesterolovkaša uključuje i važne koralje - grebenotvorce: kamene koralje, moruzgve i njihove srodnike cerijantuse i Zoanthidea. Genetičke studije ribosomskih DNK cerijantusa pokazale su da su oni monofilijski, odnosno najstariji, temeljni razvojni red ovih drugih.
Osmerolovkaši danas obuhvaćaju peraste i kožaste koralje, kao i Helioporacea. Perasti koralji, koji danas uključuju i koralje poznate kao gorgonije, ranije su bili razvrstavani u zaseban podrazred.

## Hrvatska
U Hrvatskoj se koralje po prastaroj legendi opisivalo kao nježne cvjetove koji se okamene čim ih se izvadi iz mora.